# Dasylirion serratifolium
Dasylirion serratifolium là một loài thực vật có hoa trong họ Măng tây. Loài này được (Karw. ex Schult. & Schult.f.) Zucc. mô tả khoa học đầu tiên năm 1838.

## Hình ảnh

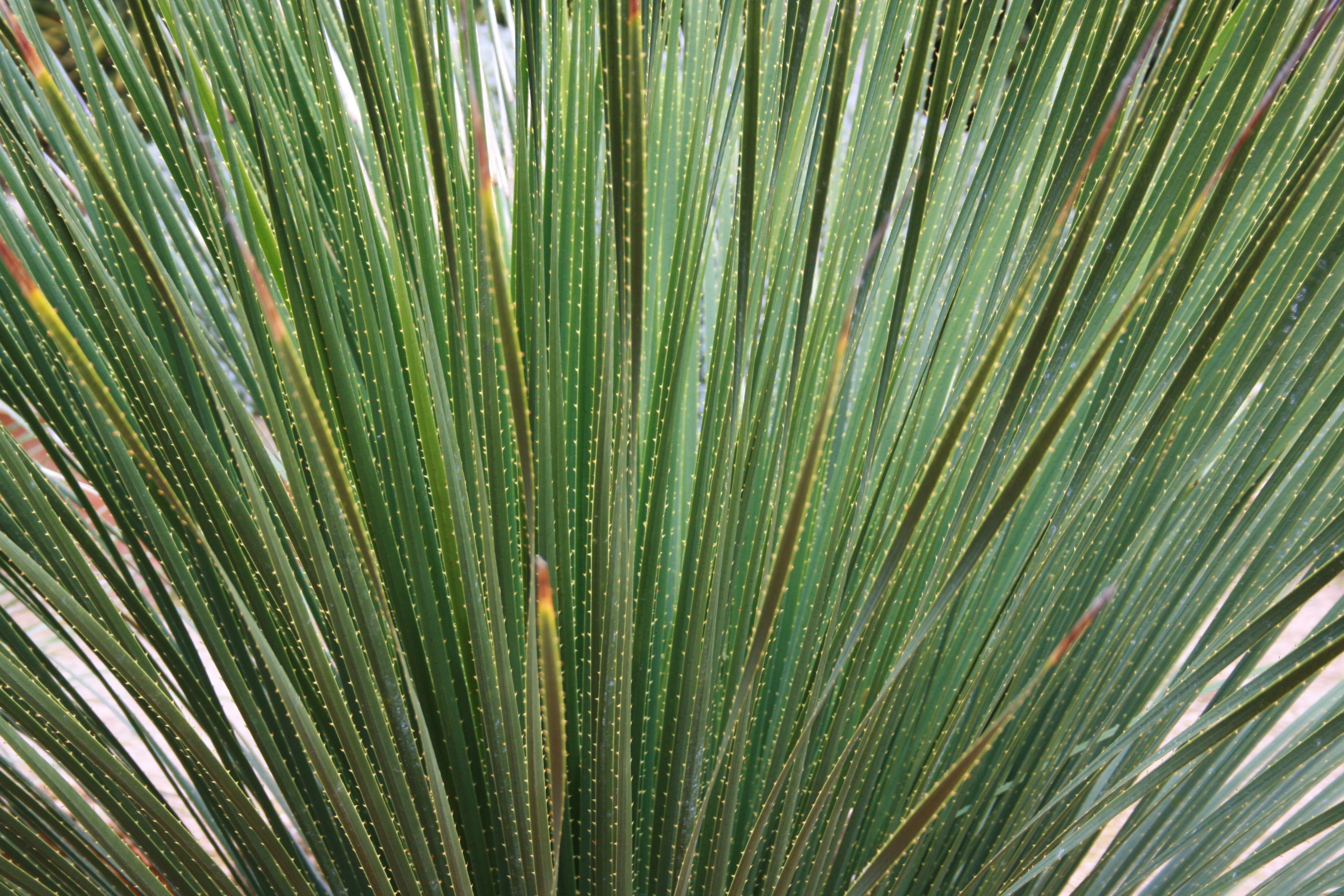
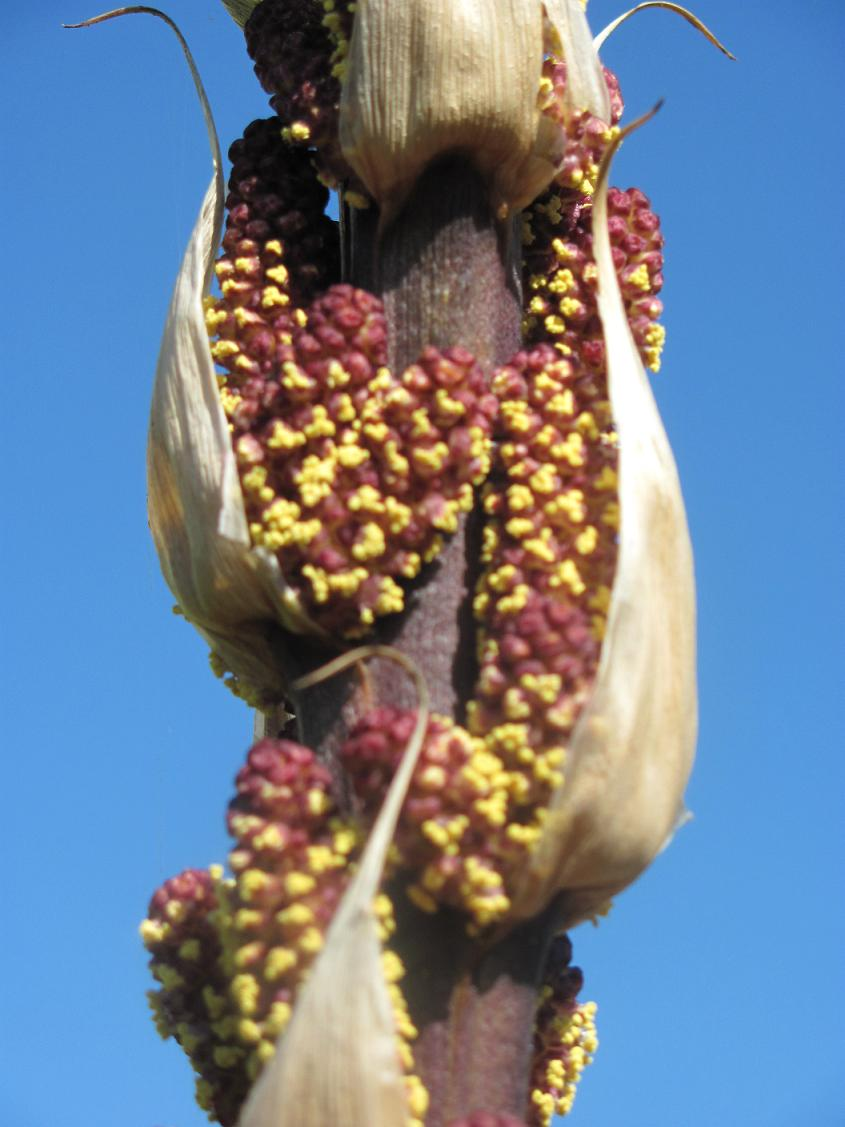
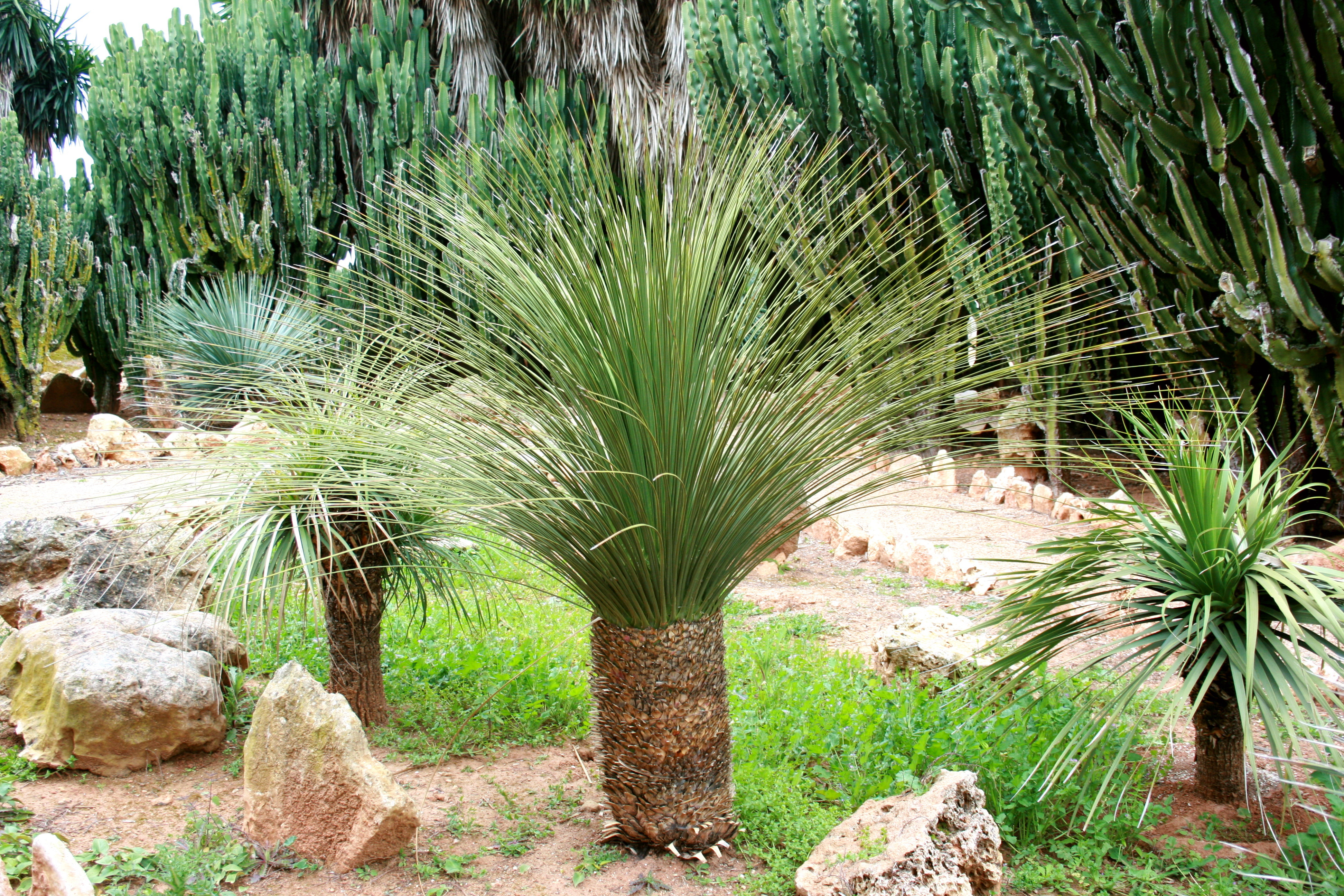
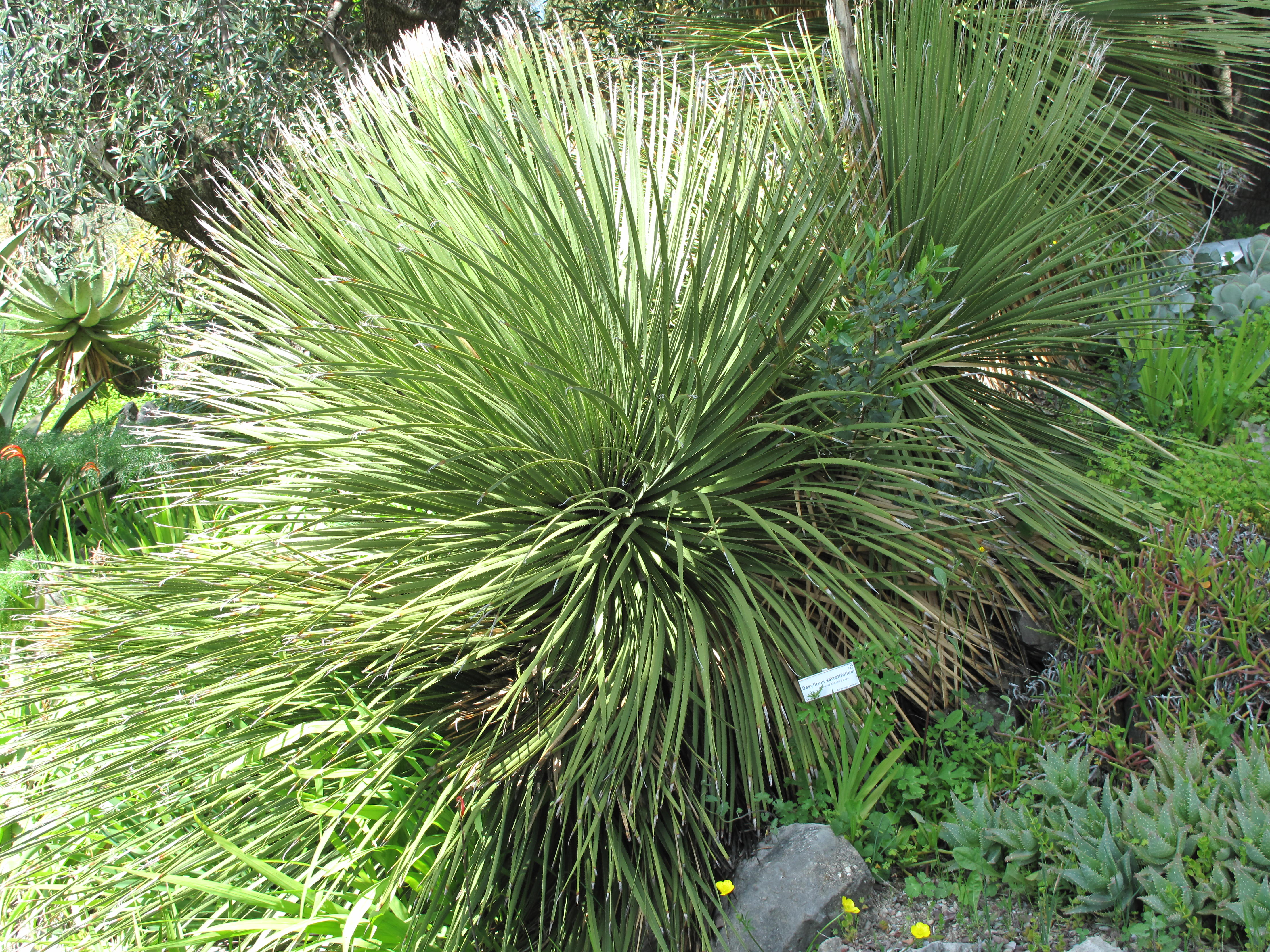